# Ахмед Шаабан
Ахмед Шаабан (араб. أحمد شعبان, нар. 10 жовтня 1978, Ель-Мансура) — єгипетський футболіст, що грав на позиції півзахисника, зокрема за клуб «Петроджет», а також національну збірну Єгипту, у складі якої — володар Кубка африканських націй. 

## Клубна кар'єра
У дорослому футболі дебютував 2000 року виступами за команду «Петроджет», в якій провів тринадцять сезонів. 
Завершував ігрову кар'єру у команді «Ель-Ентаґ Ель-Харбі», за яку виступав протягом 2013—2014 років.

## Виступи за збірну
2008 року дебютував в офіційних матчах у складі національної збірної Єгипту.
Був у заявці збірної на переможному для неї Кубку африканських націй 2008 в Гані, де, утім, був запасним гравцем і на поле не виходив.
Загалом протягом кар'єри у національній команді, яка тривала 2 роки, провів у її формі 5 матчів.

## Титули і досягнення
- Володар Кубка африканських націй (1):

2008